# Hilde Radusch
Hilde Radusch, née le 6 novembre 1903 et décédée le 2 aout 1994, est une femme politique lesbienne et activiste allemande (Parti communiste d'Allemagne, Parti social-démocrate d'Allemagne) qui s'est impliquée dans la Résistance intérieure au nazisme ,. Durant le vingtième siècle, elle s'est confirmée comme figure féministe et lesbienne,.
Durant sa vie, Radusch tenait des journaux intimes qui ont été consultés de manière posthume par des chercheurs. Ses propres écrits ont amené un commentaire perspicace, et parfois laconique et engageant, sur sa vie mouvementée.

## Vie

### Enfance
Hilde Radusch est née à Dąbie mais sa famille déménage rapidement, alors qu'elle était encore jeune, à Weimar. Son père est un facteur qui a été tué pendant la Première Guerre mondiale, en 1915. Celui-ci a cependant inculqué à sa fille un esprit d'indépendance et de détermination, ce qui, durant son adolescence, a parfois rendu la relation difficile avec sa mère, elle qui avait prévu que sa fille vive comme une femme au foyer et une épouse fidèle. Quand elle a 18 ans, Radusch quitte le foyer familial et déménage à Berlin, où elle obtient une place dans une formation en tant qu'éducatrice au Pestalozzi-Fröbel-Haus (PFH), l'une des premières institutions où les femmes pouvaient recevoir une formation professionnelle à Berlin en éducation. Elle obtient en 1922 une qualification en soin pour les enfants et en éducation.

### Avant-guerre
1922 est également l'année où elle rejoint la Kommunistischen Jugendverband (Ligue des jeunes communistes d'Allemagne; en allemand). En 1924, en compagnie de Hedwig Remmele, elle prend la direction de la Roten Frauen- und Mädchenbunde (Association des femmes et des jeunes filles rouges; en allemand) de Berlin, écrivant également des articles pour le journal du mouvement, le Die Frauenwacht (La garde des femmes; en allemand).

Elle manque de temps et d'argent pour visiter fréquemment les bars de la sous-culture. Elle garde toutefois un souvenir vivace du Toppkeller de la rue Schwerinstraße et surtout de la très populaire Wäschetanz (danse de la lingerie; en allemand). Elle dit :
« Die Röcke waren ja damals ziemlich lang, und darunter waren die Unterröcke mit Spitzen. Es wurde also getanzt, man durfte den Rock so ein bisschen anheben, und das war furchtbar sexy. Dann kam die Polonaise, bei der man über die Stühle klettern musste, die in dem Kellergang standen, um endlich zu dem ersehnten Küsschen zu kommen. Das war so aufregend, dass Frauen aus allen Klassen dahin kamen, auch Schauspielerinnen. Immer war es voll, und freitags kam man kaum noch rein. »
« A l'époque, les jupes étaient assez longues, et en dessous, il y avait des jupons avec des dentelles. On dansait donc, on avait le droit de soulever un peu la jupe, et c'était terriblement sexy. Puis venait la polonaise, où il fallait enjamber les chaises qui se trouvaient dans le couloir de la cave pour enfin obtenir le baiser tant attendu. C'était tellement excitant que des femmes de toutes les classes y venaient, même des actrices. C'était toujours plein, et le vendredi, on pouvait à peine entrer »
En revanche, l'ambiance était plus distinguée, même si elle n'était pas moins voluptueuse, dans le club exclusif Mali und Igel de la Lutherstraße, le club préféré de nombreuses actrices, la "crème de la crème".
« Mali war ein Traum von einer Frau, schlank, brünett, in weiten weichen Kleidern und mit dem gewissen Etwas, dem man sich nicht entziehen konnte [...] Sie musste mit jedem einmal tanzen. »
« Mali était un rêve de femme, mince, brune, vêtue de larges robes souples, avec ce petit quelque chose auquel on ne pouvait pas résister. [...] Elle devait danser une fois avec tout le monde »
Puisqu'elle ne trouvait pas d'opportunités d'emploi en tant que communiste dans le soin à l'enfance, c'est pourquoi elle accepte un poste de standardiste téléphonique à la poste. C'est en travaillant dans les bureaux de poste qu'elle rencontre Maria, décrite par une source comme étant sa "première amie", et finalement, les deux femmes emménagent ensemble. Radusch continue de travailler pour la poste jusqu'en 1930.
En 1924, elle rejoint le parti communiste et de 1929 à 1932, elle est conseiller municipal du Parti communiste à Berlin. En 1932, elle ne figure plus sur la liste des candidats communistes aux élections municipales, en raison de l'impact scandaleux de sa réticence à dissimuler sa vie privée lesbienne.
En 1931, Radusch rejoint le syndicat alternatif "spécial" des postiers du parti communiste. Les copies de ses rapports impliquent que Moscou pense qu'elle pourrait posséder une expertise utile au développement d'un service postal soviétique. En septembre 1932, elle voyage dans l'Union Soviétique dans le cadre d'une délégation du parti communiste allemand. En parallèle à Moscou, elle profite de ce séjour de plusieurs mois pour visiter Leningrad et Odessa. En janvier 1933, le contexte politique s'est transformé lorsque le parti nazi a pris le pouvoir et transformé l'Allemagne en une dictature à parti unique. L'activité politique, à l'exception du soutien au parti nazi, devient illégale. Fin février 1933, l'incendie du Reichstag est immédiatement imputé aux communistes et, en mars 1933, les personnes identifiées comme communistes commencent à être arrêtées. Fin mars 1933, Radusch quitte le domicile qu'elle partageait avec sa compagne Maria afin de protéger la position de cette dernière. Maria travaille toujours à la poste, ce qui fait d'elle une "fonctionnaire" : on pense que son emploi est menacé si elle vit en concubinage avec un ancien conseiller municipal communiste.
Radusch est rentrée d'Union soviétique en mars 1933 et, le 6 avril 1933, à 6 heures du matin, les autorités l'arrêtent en raison de ses activités au sein du parti communiste et d'autres activités de "résistance". Elle est invitée à signer un procès-verbal inexact de son premier interrogatoire, qui équivaut à un aveu de culpabilité. Lorsqu'elle refuse de signer, ses interrogateurs de la Gestapo l'informent qu'elle sera placée en Schutzhaft (détention préventive; en allemand). Elle est emmenée ainsi que 35 autres femmes, en premier lieu, au poste de police d'Alexanderplatz. Deux des détenues ont immédiatement annoncé qu'elles étaient masseuses et ont commencé à se masser l'une l'autre, mais elles ont rapidement été séparées. Au bout d'un mois, elle s'est retrouvée dans la Frauengefängnis Barnimstraße (La prison pour femmes de la rue Barnimstraße; en allemand), avec environ 200 autres politiques. Contrairement aux criminels, les politiques ne sont pas placés à l'isolement.
Fin septembre 1933, elle est libérée avec un certain nombre d'autres détenus identifiés comme politiques. Complètement seule puisque son amie Maria a fini par rompre avec elle, Hilde Radusch change de quartier en 1939 et s'installe dans l'Arrondissement de Mitte, mais elle est toujours sous la surveillance de la Gestapo. Ses antécédents politiques rendent difficile la recherche d'un emploi, mais elle trouve un poste chez Siemens, où elle peut poursuivre son "travail illégal au sein du parti" à l'intérieur de l'entreprise. Elle rencontre sa seconde amie Else "Eddy" Klopsch qui s'avère habiter dans le même building que Radusch. Les deux se rapprochent rapidement. Radusch se rappelle que Klopsch avait mentionné le Damenklub Violetta, un groupe social de lesbiennes actif jusqu'en 1933, ce qui lui permis de réaliser sa queerness ce qui rendit leur relation possible.

### Pendant la guerre
À partir de 1941, Hilde et Eddy ont tenu un petit restaurant. Dans un premier temps, leur demande de licence de restaurant est refusée sous la pression de la SS locale, qui juge Radusch "politiquement peu fiable", mais ils finissent par trouver un local et établissent un "magasin", enregistré au nom de M. Klopsch (le père d'Eddy). Le commerce est situé dans le quartier de Scheunen à Berlin et contient de nombreux meubles adaptés au restaurant, qui ont été laissés sur place par les occupants précédents. Comme beaucoup d'établissements du quartier de Scheunen, leur magasin avait appartenu à des Juifs qui avaient déménagé. Ils n'ont jamais obtenu l'autorisation officielle d'exploiter le magasin en tant que restaurant. Cependant, tous les magasins du quartier devaient afficher dans leur vitrine un panneau Für Juden verboten !  (Interdit aux Juifs; en allemand), et dans la vitrine de M. Klopsch, devant ce panneau, était placé, sans explication, un menu de restaurant. Le restaurant devient ensuite un refuge pour les "clandestins" lorsque la direction clandestine du parti communiste reprend contact avec Radusch et commence à lui envoyer des femmes libérées de détention pour qu'elles soient cachées et soignées. Radusch et Klopsch n'ont pas toujours réussi dans ces tâches difficiles : Ils ne parviennent pas à sauver Henny Lemberg, un communiste juif qui leur a été confié et avec lequel ils se sont liés d'amitié, de la déportation vers un camp d'extermination.
La tentative d'assassinat d'Hitler, le 20 juillet 1944, n'a pas atteint son objectif premier, mais elle a fortement déstabilisé les dirigeants nazis. Quelques années auparavant, les nazis avaient dressé une liste d'hommes politiques et de militants communistes et socialistes des années Weimar, susceptibles d'être arrêtés en cas de détérioration de la situation politique intérieure. En 1944, la liste était quelque peu obsolète, nombre des personnes qui y figuraient ayant été assassinées ou étant mortes de causes naturelles, mais Hilde Radusch, dont le nom figurait également sur la liste, était encore en vie et travaillait à ce moment-là dans une banque. La rafle massive des opposants politiques a été mise en œuvre dans la nuit du 22 au 23 août 1944. Heureusement, Eddy Klopsch avait un ami dans la police qui a averti les femmes des intentions du gouvernement, et elles ont pu s'échapper à temps pour éviter d'être capturées. Elles ont passé le reste des années de guerre cachées dans un grand hangar à Pśerowc, un hameau situé dans la campagne marécageuse entre Berlin et Cottbus, loin des sentiers battus, et où elles avaient acheté un terrain lors de leur première rencontre en 1940. Elles l'avaient utilisé, en 1943, pour cacher Erna Hackbarth, la compagne de Richard Stahlmann, après qu'elle eut réussi à s'échapper d'un camp de concentration. Cependant, elles doivent y survivre sans tickets de rationnement. Parfois, Radusch réussit à échanger un drap de lit contre de la viande. Elles trouvent parfois du bois pour se chauffer et apprennent à concocter un substitut de tabac à partir de mûres. Néanmoins, lorsque Berlin fut libérée par l'Armée rouge en avril/mai 1945, elles mouraient de faim. Hilde aurait été violée par les soldats de l'Armée rouge.

### Après-guerre
À la fin de la guerre, toute la partie centrale de ce qui était l'Allemagne est administrée comme une zone d'occupation soviétique. Radusch se lance dans le vaste effort de reconstruction. De juin 1945 à février 1946, elle est employée au service Opfer des Faschismus (Victimes de faschisme; en allemand) du district de Schöneberg, où elle traite les demandes de nourriture et de vêtements d'urgence. En 1946, elle participe à un projet Rettet die Kinder (sauvetage des enfants; en allemand). Au même moment, voyant le communisme soviétique arriver en Allemagne avec l'armée rouge, elle commence à nourrir des doutes sur le parti communiste, qui a été au centre de sa politique pendant plus de 20 ans. Elle décide alors de démissionner. En janvier 1946, la direction locale du parti a anticipé sa démission et l'a exclue, en invoquant sa relation lesbienne pour justifier sa décision. Elle est bombardée de lettres de menaces et dénoncée à ses employeurs à la mairie. Lorsqu'elle est allée voir son patron pour clarifier les choses, elle a trouvé un épais dossier personnel, contenant des déclarations de trois communistes de premier plan, qui la dénonçaient comme lesbienne, raison pour laquelle elle ne devrait plus être employée dans une fonction publique. Les camarades ont eu gain de cause et, en février 1946, elle a perdu son emploi.
Les privations du temps de guerre ont fait des ravages et elle souffre désormais d'arthrite rhumatoïde. Quelques années plus tard, elle a été contrainte de prendre une retraite anticipée, avec une maigre pension. En 1948, elle rejoint le Parti social-démocrate (SDP), alors en pleine déliquescence dans la zone d'occupation soviétique. Sa compagne Eddy, de six ans sa cadette, était déjà handicapée physiquement avant leur rencontre, son état de santé justifiant une petite pension d'invalidité. Eddy a acheté un magasin de bric-à-brac. Malgré la mauvaise santé dont elles souffraient toutes les deux, le magasin les a fait vivre jusqu'en 1960, date à laquelle Eddy est décédée d'un cancer. Le deuil frappe durement Hilde Radusch.
Les années 1970 ont vu naître une nouvelle vague de féminisme, à laquelle Radusch s'est jointe. Elle a cofondé L74, un groupe berlinois de lesbiennes âgées. Elle devient rédactrice de Unserer Kleinen Zeitung (Notre petit journal; en allemand) , décrit par une source comme le premier journal lesbien de l'après-guerre. Quelques années plus tard, elle est cofondatrice du Frauenforschungs-, -bildungs- und -informationszentrum (Centre de recherche, d'éducation et d'information des femmes; en allemand).
Hilde Radusch décède le 2 aout 1994. Sa sépulture réside à l'Ancien cimetière Saint-Matthieu, situé à Berlin.

## Postérité
En 2012, un mémorial a été érigé à l'angle de la rue Eisenacher Straße et de la rue Winterfeldtstraße, composé de trois tablettes qui lui sont dédiées. Il s'agit du premier mémorial public à Berlin commémorant une lesbienne victime de la persécution nazie.

Plaques commémoratives (Eisenacher Straße, Berlin) en hommage à Hilde Radusch
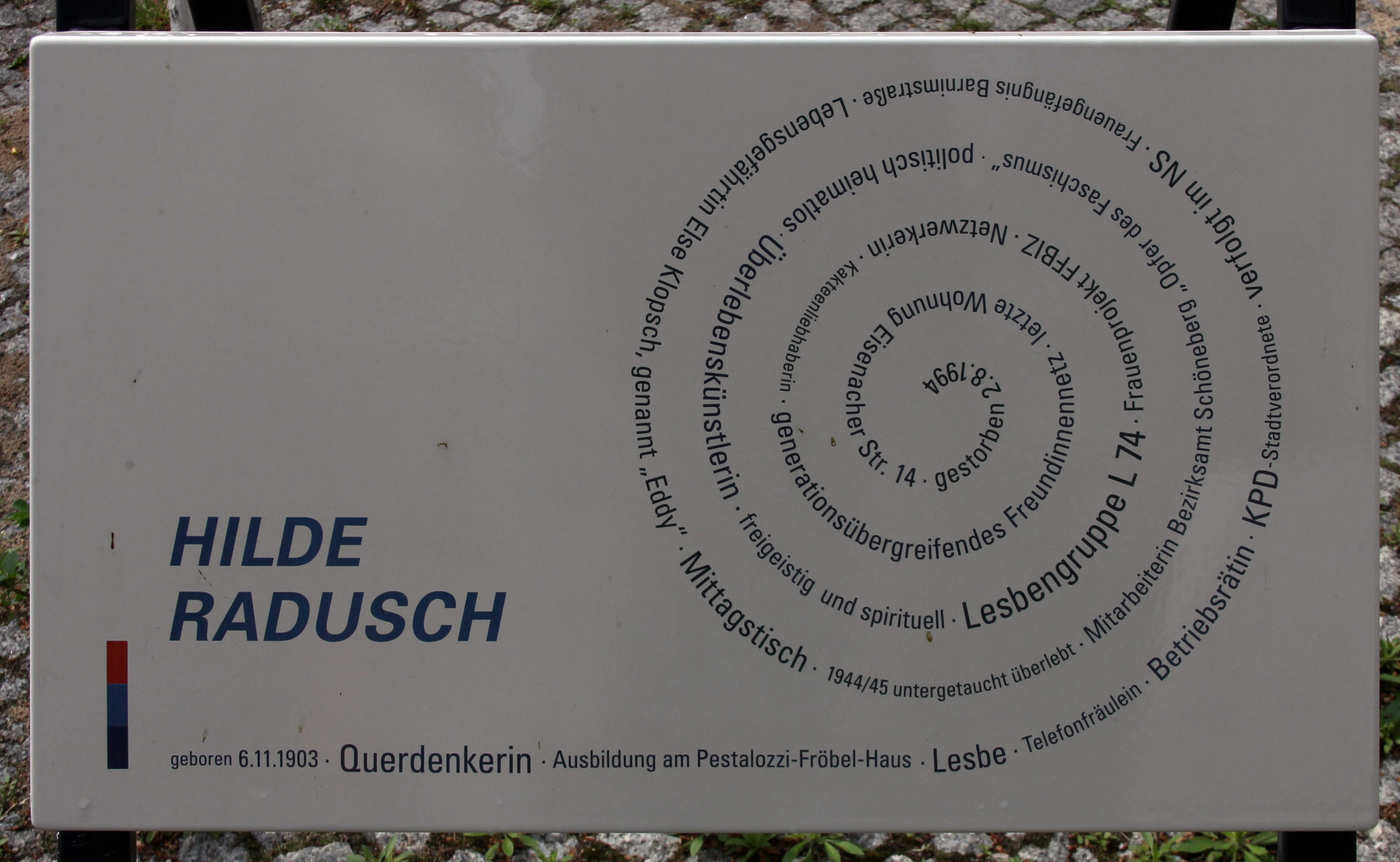
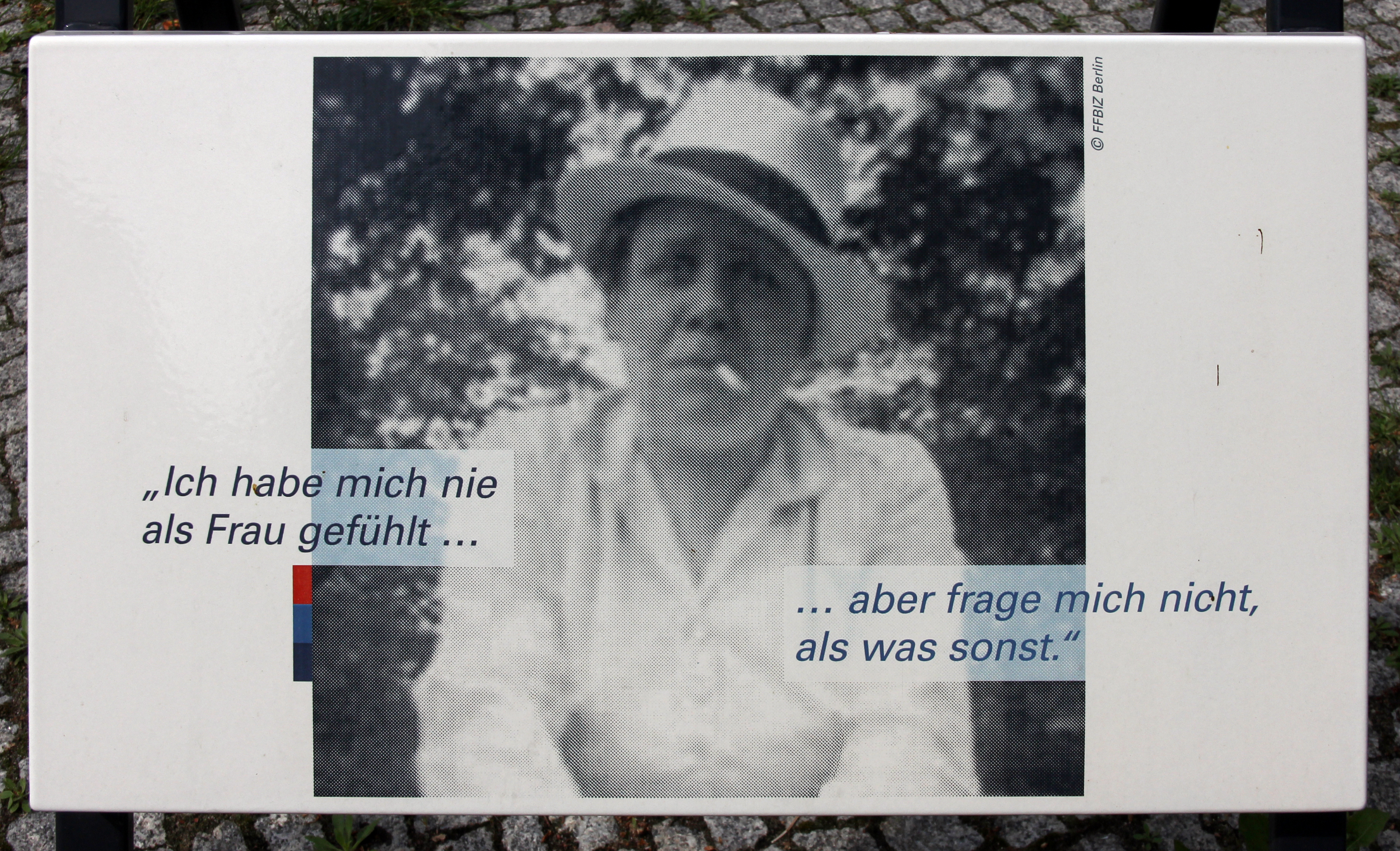
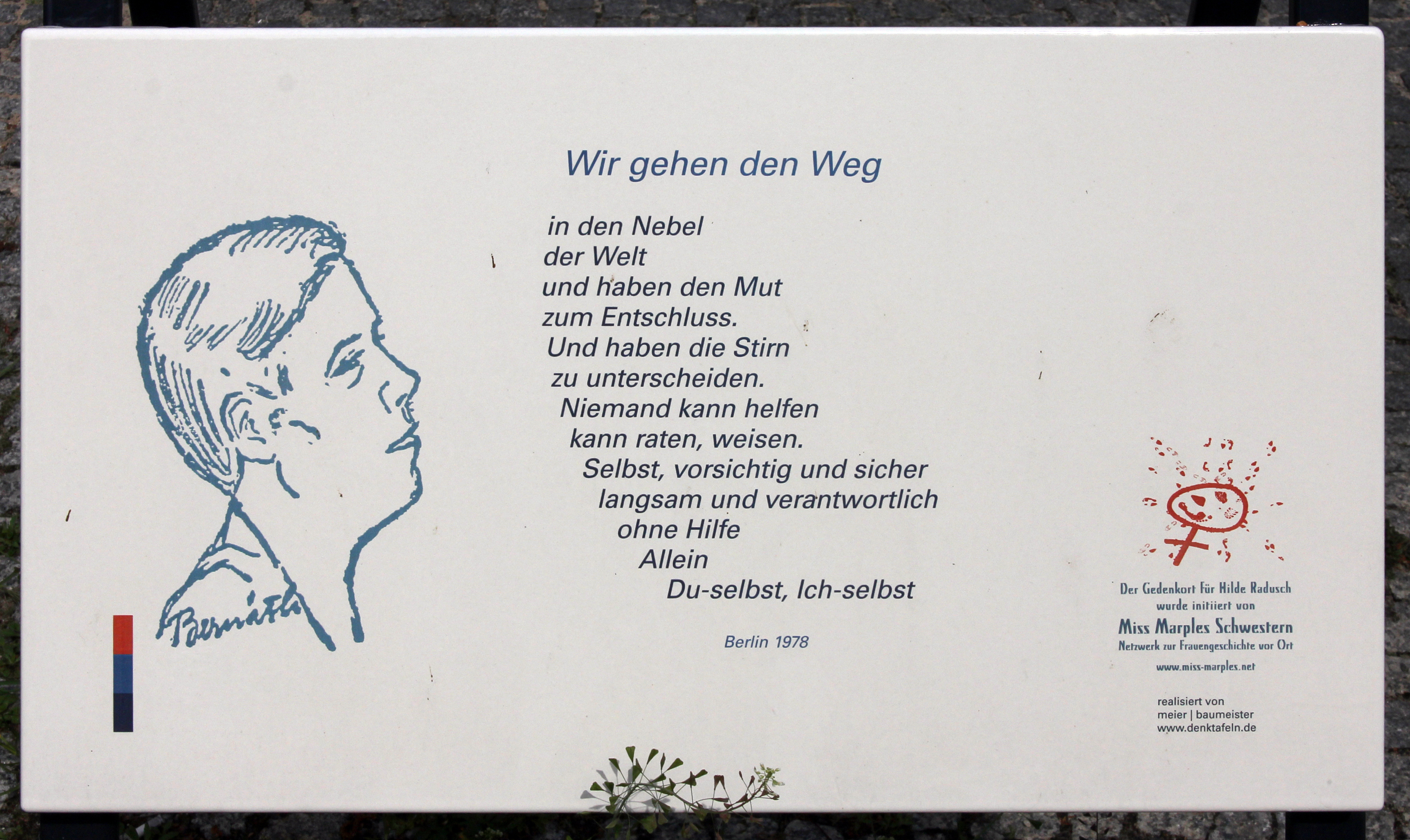

La première plaque reprend des concepts significatifs sur Hilde Radusch, on peut lire :
« Hilde Radusch geboren 6.11.1903 · Querdenkerin · Ausbildung am Pestalozzi-Fröbel-Haus · Lesbe · Telefonfraülein · Bertriebsträtin · KPD-Stadtverordnete · verfolgt im NS · Frauengefängnis Barnimstrasse · Lebensgefährtin Else Klopsch, genannt "Eddy" · Mittagstisch · 1944/45 undergetaucht überlebt · Mitarbeiterin Bezirksamt Schöneberg "Opfer des Faschismus" · politisch heimatlos · Überlebenskünstlerin · freigeistig und spirituell · Lesbengruppe L74 · Frauenprojekt FFBIZ · Netzwerkerin · Kakteenliebhaberin · generationsübergreifendes Freundinnenntz · letzte Wohnung Eisenacher Str. 14 · gestorben 2.8.1994 »
« Hilde Radusch née le 6.11. 1903 · penseuse transversale · formation à la maison Pestalozzi-Fröbel · lesbienne · petite fille au téléphone · conseillère municipale · conseillère municipale KPD · persécutée par les nazis · prison pour femmes Barnimstrasse · compagne Else Klopsch, surnommée "Eddy" · table de midi · rescapée de la clandestinité en 1944/45 · collaboratrice de la mairie de l'arrondissement de Schöneberg "victime du fascisme" · politiquement sans domicile fixe · artiste de la survie · libre-penseuse et spirituelle · groupe de lesbiennes L74 · projet féminin FFBIZ · réseau · amatrice de cactus · réseau d'amies intergénérationnel · dernier appartement Eisenacher Str. 14 · décédée le 2.8.1994 »
On peut également lire sur la deuxième :
« Ich habe mich nie als Frau gefühlt ... ... aber frage mich nicht als was sonst »
« Je ne me suis jamais sentie femme ... ... mais ne me demande pas en quoi d'autre »
Et également sur la dernière un texte de Hilde Radusch disant :
« Wir gehen den Weg in den Nebel der Welt und haben den Mut zum Entschluss. Und haben die Stirn zu unterscheiden. Niemand kann helfen kann raten, weisen.  Selbst, vorsichtig und sicher langsam und verantwortlich ohne Hilfe Allein Du-selbst, Ich-selbst

Berlin 1978 »
« Nous prenons le chemin dans le brouillard du monde et avons le courage de prendre une décision. Et avons le front de faire la différence. Personne ne peut aider ne peut conseiller, guider. Nous-mêmes, prudents et sûrs lentement et de manière responsable sans aide Seul Toi-même, moi-même.

Berlin 1978 »